# Białęgi (województwo zachodniopomorskie)
Białęgi – wieś w Polsce położona w województwie zachodniopomorskim, w powiecie gryfińskim, w gminie Chojna.
W latach 1975–1998 miejscowość administracyjnie należała do województwa szczecińskiego.

## Zabytki
We wsi gotycki kościół granitowy z przełomu XIII i XIV wieku.
- park dworski, XVIII, nr rej.: A-1042z 21.07.1977, pozostałość po dworze.